# Mur de Sormano
Le mur de Sormano (en italien, Muro di Sormano) désigne un lieu célèbre en Lombardie, situé à Sormano, dans la province de Côme. C'est une montée de 2 kilomètres arrivant à 1 105 mètres d'altitude, avec une pente de 15,8 %, connue parmi les passionnés de cyclisme pour son extrême difficulté, qui doit principalement sa notoriété, à l'ascension de sa pente très raide lors de compétitions cyclistes, notamment le Tour de Lombardie.

## Historique
Le Mur de Sormano fut gravi pour la première fois lors du Tour de Lombardie 1960, mais n'est  resté dans le parcours de la course que pour trois éditions, jusqu'en 1962, année où Ercole Baldini a établi le record de l'ascension en 9 min 24 s. Cette montée fait son retour lors du Tour de Lombardie 2012.

### Passages du Tour de Lombardie
Voici la liste des passages du Mur de Sormano dans le Tour de Lombardie :
- 1960 : Arnaldo Pambianco en 11 minutes 20 secondes
- 1961 : Imerio Massignan en 10 minutes 9 secondes
- 1962 : Ercole Baldini en 9 minutes 24 secondes
- 2012 : Romain Bardet suivi de Joaquim Rodríguez en 9 minutes 2 secondes
- 2017 : Mikaël Chérel
- 2018 : Thibaut Pinot

### Tour d'Italie
Le mur de Sormano est au programme de la 15e étape du Giro 2019.

## Caractéristiques
- Altitude : 1 105 mètres
- Départ : Sormano
- Longueur : 1,92 kilomètre
- Dénivelé : 304m
- Pente : 15,8 %, avec un maximum de 25/27 %